# Дополнение графа

Граф Петерсена (слева) и его дополнение (справа)

Дополнение графа (обратный граф) — граф {\displaystyle G'}, имеющий то же множество вершин, что и заданный граф {\displaystyle G}, но в котором две несовпадающие вершины смежны тогда и только тогда, когда они не смежны в {\displaystyle G}.
Формально для простого графа {\displaystyle G=(V,E)} и {\displaystyle K={\mathcal {P}}(V^{2})} — множества всех двухэлементных подмножеств его вершин — дополнение {\displaystyle G'} определяется как пара {\displaystyle (V,K\setminus E)} — граф с исходным набором вершин и с набором ребёр, полученным из полного графа удалением имевшихся в заданном графе.
Дополнение пустого графа (содержащего только вершины, но не рёбра) является полным графом, и наоборот. Независимое множество графа является кликой в дополнении графа, и наоборот. Дополнение любого графа без треугольников не содержит клешней.
Самодополнительный граф — это граф, который изоморфен своему дополнению. Кографы определяются как графы, которые можно построить из единственной точки несвязанным объединением и операцией дополнения. Кографы образуют семейство самодополнительных графов — дополнение любого кографа является другим (возможно, отличным от исходного) кографом.